# Ostara (festival)
Para la diosa germánica, ver Ostara.
Ostara es el nombre de una festividad moderna dentro de las religiones neopaganas como el Odinismo y la Wicca; Ostara está relacionada con rituales y fiestas diurnas que se celebran alrededor del equinoccio de primavera.
Ostara es una de las ocho grandes festividades en la Rueda o Cruz del Año. Ostara es celebrado durante el equinoccio de primavera, alrededor del 21 de marzo en el hemisferio norte, y alrededor del 23 de septiembre en el hemisferio sur. Entre los aquelarres de la Wicca y la cultura Celta, es precedido por Imbolc y seguido por Beltane.  
El Festival de Ostara en el equinoccio de primavera marca el fin del invierno y el comienzo de la época del renacimiento (primavera) y es celebrado por el blot en honor de Frigg y Freya y/o el dísir, el colectivo de deidades femeninas de la fertilidad.  El "blot" es una comida de celebración.  Los wiccanos utilizan más el término "cakes and ale" (tortas y cerveza) más que "blot" que es como las religiones nórdicas y anglosajonas hacen.
En el libro "Eight Sabbats for Witches" de Janet Farrar y Stewart Farrar, el festival de Ostara es caracterizado como la reunión de la Diosa con su consorte, amante e hijo, quien pasó los meses del invierno en la muerte.  Otras variaciones incluyen al Dios joven ganando fuerzas después de su nacimiento en Yule y la Diosa retornando a su aspecto de doncella.